# Little Black Book
Little Black Book es una película de comedia de 2004 dirigida por Nick Hurran y protagonizada por Brittany Murphy y Ron Livingston en los roles principales. Holly Hunter, Julianne Nicholson, Josie Maran, Rashida Jones, y Kathy Bates ejercen como roles de soporte; Carly Simon hace un cameo al final de film.

## Sinopsis
Stacy Holt (Brittany Murphy), una productora asociada en un programa de entrevistas diurno, está convencida de que su novio Derek (Ron Livingston) es el hombre adecuado para ella, aunque tiene una aparente fobia al compromiso y es vago acerca de sus relaciones pasadas. Siguiendo el consejo de su colega Barb (Holly Hunter), Stacy revisa la agenda digital de Derek y encuentra los nombres y números de tres exnovias: una supermodelo francesa (Josie Maran); una ginecóloga (Rashida Jones); y una cocinera (Julianne Nicholson).
Stacy se reúne con las tres mujeres, en un intento de aprender más sobre Derek y acercarse a él. Sin embargo, el plan de Stacy sufre un revés cuando desarrolla una amistad con una de las mujeres.
Stacy finalmente es traicionada por Barb, quien reúne a Stacy, Derek y las exnovias para una transmisión. Durante la transmisión, Stacy se da cuenta de que ella no es la adecuada para Derek y lo deja ir. A la salida, Stacy es recibida por Barb, quien le dice a la protagonista que sus acciones no fueron premeditadas, continúa llamando al "evento" una obra maestra y dice que espera que Stacy algún día entienda que obtuvo lo que quería: su vida de vuelta. Con una cámara en vivo detrás de ella, Stacy responde: "Debería arrancarte los ojos ahora mismo. Pero, ¿cómo podrás mirarte a ti mismo en la mañana?", frase que es aplaudida por el público. Stacy se retira del estudio mientras la cámara enfoca a Barb.
Al final, Stacy termina ganando el trabajo de sus sueños trabajando para Diane Sawyer y conoce a su ídolo, Carly Simon.

## Reparto
- Brittany Murphy como Stacy Holt
- Katie Murphy como Stacy (7 años)
- Holly Hunter como Barb Campbell-Dunn
- Ron Livingston como Derek
- Julianne Nicholson como Joyce
- Kathy Bates como Kippie Kann
- Stephen Tobolowsky como Carl
- Kevin Sussman como Ira Nachlis
- Rashida Jones como Dra. Rachel Keyes
- Josie Maran como Lulu Fritz
- Dan Benson como Phillip
- Dave Annable como Bean
- Sharon Lawrence como mamá
- Gavin Rossdale como Barista
- Yvette Nicole Brown como una asistente de producción
- Marshall Allman como Trotsky
- Ben Ziff como Frank
- Johnny Pacar (no acreditado) como Jamal
- Carly Simon (no acreditado) como ella misma (cameo)

## Recepción
El film recibió críticas muy negativas, actualmente sostiene un porcentaje de 21% en Rotten Tomatoes y 36 en Metacritic. Scott Brown de Entertainment Weekly premió a Little Black Book con una D, declarando "The big climax isn't climactic, just hysterical and incoherent. Murphy, with her bug-eyed, love-me mugging, is simply too slight and gawky to play the Everygirl." Similarmente, el San Francisco Chronicle le dio al film una pobre crítica, criticando su pobre guion y actuación.
El film recibió algunas críticas positivas; Andrea Gronvall de Chicago Reader apreció el humor del film, premiándolo con 3½ estrella. Roger Ebert le dio 3 de 4 estrellas, y apreciando la interpretación de Murphy.

### Recaudación
La película se abrió #5 en la taquilla estadounidense, haciendo $7,075,217 en su fin de semana de apertura detrás Collateral, The Village, The Bourne Supremacy, y The Manchurian Candidate. La película acabó su recorrido con un total doméstico de $20,698,668 y a nivel internacional $1,336,164, para un total de $22,034,832 mundialmente.